# The Final Cut
The Final Cut dvanaesti je studijski album britanskog progresivnog rock sastava Pink Floyd. Album je 21. ožujka 1983. u Ujedinjenom Kraljevstvu objavila diskografska kuća Harvest Records, a 2. travnja u SAD-u Columbia Records. Ovo je posljednji studijski album grupe na kojem se pojavio njen osnivač i basist Roger Waters, kao i njen jedini album na kojem je samo on zaslužan za sve tekstove i glazbu pjesama. Također je i jedini album Pink Floyda na kojem se ne pojavljuje klavijaturist Richard Wright. Waters je izvorno želio da The Final Cut bude album filmske glazbe za film Pink Floyd – The Wall iz 1982. godine. Kad je započeo Falklandski rat, iznova ga je skladao i napisao kao konceptualni album, istražujući ono što je smatrao izdajom njegova oca koji je poginuo kao vojnik u Drugom svjetskom ratu. Waters je glavni pjevač na većini pjesama; David Gilmour, gitarist skupine, pjeva samo na jednoj pjesmi, "Not Now John". Omot albuma, koji je također dizajnirao Waters, prikazuje ratnu tematiku albuma.

## Pozadina
The Final Cut izvorno je trebao biti album filmske glazbe za film Pink Floyd – The Wall iz 1982. godine. Pod svojim radnim nazivom Spare Bricks sadržavao bi novu glazbu ili pjesme ponovno snimljene za film, poimence skladbe "When the Tigers Broke Free" i "Bring the Boys Back Home". Basist, pjevač i glavni pisac pjesama, Roger Waters, također je planirao snimiti i manju količinu novog materijala za album, dodatno proširujući priču The Walla.
Budući da je u međuvremenu započeo Falklandski rat, Waters je promijenio planove i skladao novi materijal. Smatrao je kako je odgovor britanske premijerke Margaret Thatcher na argentinsku invaziju otoka bio jingoističan i nepotreban te je novi album—privremeno nazvan Requiem for a Post-War Dream—posvetio svojemu ocu, Ericu Fletcheru Watersu. Eric Waters, koji je bio drugi poručnik osme pukovnije Royal Fusiliersa, izgubio je život tijekom Drugog svjetskog rata u Apriliji u Italiji 18. veljače 1944. godine. Gilmour nije bio impresioniran Watersovim očiglednim politiziranjem i novi je kreativni smjer stvorio nesuglasice između dvojice glazbenika. Nekoliko glazbenih skladbi koje su bile uzete u obzir za The Wall, ali se na njemu nisu pojavile, uključujući "Your Possible Pasts", "One of the Few", "The Final Cut" i "The Hero's Return", izvorno su bile stavljene na stranu kako bi se mogle iskoristiti za Spare Bricks; premda je Pink Floyd u prošlosti često reciklirao stariji materijal u svojem glazbenom radu, Gilmour je smatrao da pjesme nisu dovoljno dobre za novi album. Želio je skladati novi materijal, ali je Waters ostajao sumnjičav jer je Gilmour u zadnje vrijeme jako malo doprinio repertoaru sastava.
Waters je izjavio:
Gilmour je rekao:
Radni je naziv albuma bio promijenjen u The Final Cut ("Konačni rez"), ime koje aludira na dramu Julije Cezar Williama Shakespearea: "This was the most unkindest cut of all" ("Ovo bje najneprijatniji rez od svih".) "When the Tigers Broke Free" bio je objavljen kao singl 26. srpnja 1982. godine s ponovno snimljenom inačicom pjesme "Bring the Boys Back Home" na B strani. Na singlu je pisalo "Preuzeto s albuma The Final Cut", ali se skladba nije našla na tom albumu do reizdanja albuma na CD-u 2004. godine.

## Koncept i priča
The Final Cut antiratni je konceptualni album čiji tekstovi pjesama istražuju ono što Waters smatra izdajom palih britanskih pripadnika oružanih snaga—čijih je njegov otac bio član—koji su tijekom Drugog svjetskog rata dali svoje živote u duhu poslijeratnog sna. Taj poslijeratni san bio je da će njihova pobjeda stvoriti mirniji svijet čiji vođe neće više biti toliko željni razriješiti sporove tako da pribjegavaju ratu. Tekstovi pjesama na albumu kritiziraju Thatcher, čije je političke odluke Waters smatrao primjerom te izdaje. Duž albuma spominje ju se kao "Maggie".
Uvodna pjesma, "The Post War Dream", započinje snimkom obavijesti da će zamjena za Atlantic Conveyor, brod koji je bio izgubljen tijekom falklandske kampanje, biti izgrađen u Japanu. Watersov tekst odnosi se na njegova mrtva oca, poraz Velike Britanije od Japana u brodogradnji i Margaret Thatcher, sve dok ne počne "Your Possible Pasts", jedna od ponovno napisanih pjesama koje su izvorno bile odbačene tijekom snimanja The Walla. U "One of the Few", također odbačenoj pjesmi, učitelj s The Walla pojavljuje se kao glavni lik, predstavljen kao ratni heroj koji se vratio civilnom životu. Nije u stanju ispričati svoja iskustva svojoj supruzi i u "The Hero's Returnu" ga muči gubitak jednog pripadnika njegove zračne posade. "The Gunner's Dream" raspravlja o poslijeratnom snu, svijetu bez tiranije i straha od terorizma (aludirajući na bombaški napad u Hyde Parku) nakon kojeg slijedi "Paranoid Eyes", u kojem učitelj postaje alkoholičar.
Druga polovica albuma bavi se raznim problemima vezanim uz rat. Dok je "Southampton Dock" jadikovka za ratne heroje povrtanike i ostale vojnike koji odlaze u vrlo vjerojatnu smrt, "Not Now John" govori o društvu koje je nesvjesno političkih i ekonomskih problema. "Get Your Filthy Hands Off My Desert" bavi se Watersovim osjećajima o ratu i invaziji, a "The Fletcher Memorial Home" (naziv aludira na Watersova oca) prikazuje fantastičnu primjenu "konačnog rješenja" na skupini političkih poglavara, uključujući Leonida Brežnjeva, Menahema Begina i Margaret Thatcher. Naslovna pjesma govori o posljedicama čovjekove izoliranosti i suzbijanja seksualnosti dok promišlja o samoubojstvu i s mukom se pokušava ponovno povezati sa svijetom oko sebe. Album završava s "Two Suns in the Sunset", pjesmom koja prikazuje nuklearni holokaust; konačni rezultat svijeta opsjednutog ratom i kontrolom.

## Snimanje
Američki skladatelj Michael Kamen, koji je doprinio albumu The Wall, rukovodio je orkestralnim aranžmanima. Također je i mijenjao odsutnog klavijaturista Richarda Wrighta, bio koproducent albuma i posrednik između Watersa i Gilmoura. James Guthrie bio je studijski inženjer zvuka i koproducent, a Masonovo je bubnjanje dopunio Ray Cooper. Budući da Mason nije bio u stanju izvesti složene taktove na "Two Suns in the Sunset",  na pjesmi ga je zamijenio Andy Newmark. Upravo je Mason predložio da ponavljajuće reprize fraze "Maggie, what have we done" ("Maggie, što smo to učinili") budu instrumentalne, a ne pjevane. Raphael Ravenscroft svirao je saksofon kao gostujući glazbenik. Snimanje se odvijalo tijekom druge polovice 1982. godine u osam studija među kojima su Gilmourov kućni studio u Hookend Manoru i Watersov Billiard Room Studio u East Sheenu. Ostali studiji bili su Mayfair Studios, Olympic Studios, Abbey Road Studios, Eel Pie Studios, Audio International i RAK Studios.
Tenzije su ubrzo počele rasti i, iako su Waters i Gilmour u početku radili zajedno, igrajući videoigru Donkey Kong u svoje slobodno vrijeme, na koncu su odlučili raditi odvojeno. Tonski snimatelj Andy Jackson radio je s Watersom na vokalima, a Guthrie s Gilmourom na gitari. Povremeno bi se sastajali kako bi raspravili o dovršenom materijalu i, iako ova metoda sama po sebi nije bila neuobičajena, Gilmour je postajao napet, ponekad jedva ostajući pribran. Kamen je također bio pod stresom; Waters nikad nije bio samouvjeren pjevač i jednom je prilikom, nakon višekratnih studijskih snimljenih sekvenci, Waters primijetio kako Kamen nešto piše u blok. Izgubivši živce, Waters je zahtijevao da mu Kamen kaže što zapisuje, otkrivši da je pijanist više puta zapisivao rečenicu "I Must Not Fuck Sheep" ("Ne smijem ševiti ovce").
Poput prethodnih albuma Pink Floyda, The Final Cut koristio se zvučnim efektima uzimajući u obzir napretke i inovacije u snimateljskoj tehnologiji. Masonovi doprinosi sveli su se gotovo samo na snimanje zvučnih efekata za eksperimentalni holofonski sustav, tehniku obrade zvuka koja snimkama daje trodimenzionalni efekt (The Final Cut je drugi album uopće koji se koristio ovom tehnikom). Tehnika se koristi na pjesmi "Get Your Filthy Hands Off My Desert" kako bi zvuk eksplozije mogao okružiti slušatelja. Prisutni su i zvučni efekti s ranijih albuma Floyda; ponovno se koristi zvuk vjetra s albuma Meddle, kao i dijelovi The Dark Side of the Moona, Wish You Were Herea, Animalsa i The Walla.
Nakon mjeseci loših odnosa i poslije konačne svađe, Gilmourovo je ime bilo maknuto s popisa producenata na omotu albuma, ali mu je honorar za produkciju ipak bio isplaćen. Waters je kasnije priznao da je i on bio pod velikim pritiskom i da je već na početku snimanja The Final Cuta vjerovao da više nikad neće snimati s Gilmourom i Masonom. Waters je jednom prilikom zaprijetio da će objaviti album kao svoje samostalno izdanje, ali je Pink Floyd bio pod ugovorom s diskografskom kućom EMI i takav potez ne bi se mogao ostvariti. Mason se držao po strani, baveći se svojim bračnim problemima.
Roger Waters prisjetio se stvaranja albuma u intervjuu u lipnju 1987.:

## Pakiranje
Storm Thorgerson, osnivač Hipgnosisa (grupe koja je dizajnirala većinu prethodnih omota albuma Pink Floyda), nije sudjelovao u dizajnu naslovnice. Umjesto toga, Waters je osobno izradio naslovnicu, koristeći se fotografijama koje je snimio njegov šogor Willie Christie. Naslovnica prikazuje cvijet maka i četiri vojna odličja iz Drugog svjetskog rata postavljene na crnoj tkanini jakne ili sakoa na kojem se nose. Slijeva nadesno su Zvijezda 1939–45, Afrička zvijezda, Medalja obrane i Distinguished Flying Cross.
Mak se često pojavljuje u dizajnu albuma. Unutarnji padajući omot sadrži tri fotografije; prva prikazuje scenu na otvorenom na kojoj ispružena ruka drži tri maka, a u daljini se nalazi ratnik koji je kameri okrenut leđima. Druge dvije fotografije prikazuju zaposlenog zavarivača čija je maska ukrašena motivom japanske zastave Izlazećeg Sunca i nuklearnu eksploziju, jasno aludirajući na pjesmu "Two Suns in the Sunset". Tekstovi pjesama napisani su na padajućem omotu. Prva strana vinilne ploče sadrži sliku polja maka, a druga strana sliku ratnika koji, s nožem u leđima, leži licem dolje u polju maka te se pored njega nalazi pas. Stražnji omot prikazuje fotografiju ratnika koji stoji uspravno i drži rolu filma, a u leđa mu je zabijen nož (rola filma i nož možda aludiraju na Watersov buran odnos s redateljem filma The Wall, Alanom Parkerom).

## Popis pjesama
Tekstovi i glazba: Roger Waters. 
| 1.    | »The Post War Dream«                  | 3:01 |
| 2.    | »Your Possible Pasts«                 | 4:26 |
| 3.    | »One of the Few«                      | 1:14 |
| 4.    | »The Hero's Return«                   | 2:42 |
| 5.    | »The Gunner's Dream«                  | 5:18 |
| 6.    | »Paranoid Eyes«                       | 3:41 |
| 7.    | »Get Your Filthy Hands Off My Desert« | 1:16 |
| 8.    | »The Fletcher Memorial Home«          | 4:10 |
| 9.    | »Southampton Dock«                    | 2:12 |
| 10.   | »The Final Cut«                       | 4:42 |
| 11.   | »Not Now John«                        | 5:01 |
| 12.   | »Two Suns in the Sunset«              | 5:18 |
| 43:06 |                                       |      |

| Inačica albuma iz 2004. godine | Inačica albuma iz 2004. godine               | Inačica albuma iz 2004. godine | Inačica albuma iz 2004. godine | Inačica albuma iz 2004. godine | Inačica albuma iz 2004. godine | Inačica albuma iz 2004. godine | Inačica albuma iz 2004. godine | Inačica albuma iz 2004. godine | Inačica albuma iz 2004. godine |
| Br.                            | Skladba                                      | Trajanje                       |                                |                                |                                |                                |                                |                                |                                |
| ------------------------------ | -------------------------------------------- | ------------------------------ | ------------------------------ | ------------------------------ | ------------------------------ | ------------------------------ | ------------------------------ | ------------------------------ | ------------------------------ |
| 1.                             | »The Post War Dream«                         | 3:02                           |                                |                                |                                |                                |                                |                                |                                |
| 2.                             | »Your Possible Pasts«                        | 4:22                           |                                |                                |                                |                                |                                |                                |                                |
| 3.                             | »One of the Few«                             | 1:23                           |                                |                                |                                |                                |                                |                                |                                |
| 4.                             | »When the Tigers Broke Free« (bonus skladba) | 3:15                           |                                |                                |                                |                                |                                |                                |                                |
| 5.                             | »The Hero's Return«                          | 2:56                           |                                |                                |                                |                                |                                |                                |                                |
| 6.                             | »The Gunner's Dream«                         | 5:07                           |                                |                                |                                |                                |                                |                                |                                |
| 7.                             | »Paranoid Eyes«                              | 3:40                           |                                |                                |                                |                                |                                |                                |                                |
| 8.                             | »Get Your Filthy Hands Off My Desert«        | 1:19                           |                                |                                |                                |                                |                                |                                |                                |
| 9.                             | »The Fletcher Memorial Home«                 | 4:11                           |                                |                                |                                |                                |                                |                                |                                |
| 10.                            | »Southampton Dock«                           | 2:13                           |                                |                                |                                |                                |                                |                                |                                |
| 11.                            | »The Final Cut«                              | 4:46                           |                                |                                |                                |                                |                                |                                |                                |
| 12.                            | »Not Now John«                               | 5:01                           |                                |                                |                                |                                |                                |                                |                                |
| 13.                            | »Two Suns in the Sunset«                     | 5:14                           |                                |                                |                                |                                |                                |                                |                                |
| 46:22                          |                                              |                                |                                |                                |                                |                                |                                |                                |                                |

## Objava i recenzije
The Final Cut bio je objavljen 21. ožujka 1983. u Ujedinjenom Kraljevstvu i 2. travnja u SAD-u. Popeo se na prvo mjesto ljestvica u Ujedinjenom Kraljevstvu, nešto u čemu ni The Dark Side of the Moon ni The Wall nisu uspjeli. Bio je manje uspješan u SAD-u, našavši se na šestom mjestu Billboardove ljestvice albuma. Objavljen kao singl, "Not Now John" našao se na ljestvici Top 30 singlova u Ujedinjemom Kraljevstvu, a njegov je refren "Fuck all that" ("Jebeš sve to") bio cenzuriran u "Stuff all that" ("Fućkaš to sve").
Iako je do neke mjere bio komercionalno uspješan, album je zadobio mješovite kritike. Melody Maker smatrao ga je "ključnom točkom u povijesti grozote", i NME-jev je Richard Cook napisao: "Poput sirotih, prokletih britanskih vojnika koji ga opsjedaju, autorstvo Rogera Watersa otišlo je kvragu ... Waters je stao s The Wallom, a The Final Cut izolira i manipulira istim temama tog slonovskog koncepta bez novih ideja da ga pokreću." Robert Christgau komentirao je: "Ugodno je naići na antiratni rock koji nosi višegodišnju težinu samosažaljenja" i dodijelio albumu ocjenu C+. Impresioniraniji ga je Kurt Loder iz Rolling Stonea vidio "suštinski samostalnim albumom Rogera Watersa ... superlativno postignuće na nekoliko razina". Dan Hedges iz Recorda također je podržao album, pišući: "U teoriji zvuči otrcano i neprirodno – takvu su stvar već posve pokrili svi od P. F. Sloana do Paula Kantnera. U slučaju Pink Floyda, i dalje funkcionira, djelomično zbog nedorečene i genijalnosti glazbe i specijalnih efekata ... ali uglavnom zbog pažnje koju je Waters posvetio planirajući slikovitost svojih turobnih vizij."
S gotovo milijun primjeraka albuma poslanih u SAD, Udruženje diskografske industrije Amerike certificiralo je The Final Cut platinastim u svibnju 1983. godine. Dobio je dvostruku platinastu nakladu 1997. godine. Unatoč ovim uspjesima, The Final Cut bio je najslabije prodavani studijski album Pink Floyda u SAD-u i širom svijeta od albuma Meddle. Gilmour je izjavio da ovaj relativni komercijalni neuspjeh podržava njegovu tvrdnju da je većina materijala na albumu bila slaba. Waters je odgovorio:
Objavu albuma popratio je kratak film, također nazvan The Final Cut. Sadrži četiri pjesme s albuma: "The Gunner's Dream", "The Final Cut", "The Fletcher Memorial Home" i "Not Now John". Producent mu je bio Waters, a redatelj njegov šogor Willie Christie. Film prikazuje Watersa kako priča sa psihijatrom A. Parkerom-Marshallom, a pojavljuje se i Alex McAvoy, koji je u filmu Pink Floyd – The Wall utjelovio lik učitelja.
The Final Cut bio je objavljen na kompaktnom disku 1983. godine. Remasterirani i prepakirani CD 2004. je godine u Europi objavio EMI, a u SAD-u Capitol Records; na ovom se izdanju pojavila bonus pjesma, prethodno objavljena "When the Tigers Broke Free". Godine 2007., remasterirana verzija albuma bila je objavljena u sklopu box seta Oh, by the Way, upakirana u minijaturnu repliku izvornog padajućeg omota na vinilnoj inačici.

## Nasljeđe
Ne planirajući otići na turneju kako bi podržali album, Waters i Gilmour počeli su se baviti samostalnim projektima. Gilmour je 1984. godine snimio album About Face i otišao na turneju kako bi ga podržao, koristeći ga kako bi izrazio svoj stav oko nekolicine tema, od ubojstva glazbenika Johna Lennona do njegova odnosa s Watersom – koji je također otišao na turneju, podržavajući svoj samostalni album The Pros and Cons of Hitch Hiking. Mason je u kolovozu 1985. godine objavio svoj drugi samostalni album, Profiles.
Suočen s potencionalno pogubnom tužbom njegove diskografske kuće i kolega iz grupe, Waters je napustio Pink Floyd. Vjerovao je da je Pink Floyd "iskorištena sila". Uložio je zahtjev Visokom sudu kako bi spriječio daljnje korištenje imena Pink Floyd. Njegovi su odvjetnici otkrili da ugovor nikad nije bio službeno potvrđen i Waters se vratio Visokom sudu kako bi pokušao postaviti veto na dodatno korištenje imena grupe. Gilmourov je tim odgovorio objavivši diplomatsku izjavu za tisak, potvrdivši da će Pink Floyd i dalje postojati; Gilmour je kasnije rekao reporteru Sunday Timesa da je "Roger vrtlarev pas i borit ću se s njim ..."
Waters je poslao pismo EMI-u i Columbiji i obavijestio ih da napušta grupu, moleći ih da ga razriješe ugovornih obveza. U vrijeme je pravnog postupka napustio usluge menadžera Stevea O'Rourkea i zaposlio Petera Rudgea da vodi njegove poslove. Kasnije je doprinio albumu filmske glazbe za animirani film Kad vjetar puše i snimio svoj drugi studijski album, Radio K.A.O.S.
Uzimajući u obzir djelomični razlaz Pink Floyda i Watersovu dominaciju nad projektom, The Final Cut ponekad se smatra de facto Watersovim samostalnim albumom. Tekstovi pjesama povezani su s Watersovim mukotrpnim pokušajima da prestane očajavati nad mijenjajućom socijalnom slikom Ujedinjenog Kraljevstva, kao i s gubitkom njegova oca u Drugom svjetskom ratu. Gilmourove se gitarističke solo dionice na pjesmama "Your Possible Pasts" i "The Fletcher Memorial Home" ponekad smatraju jednako dobrima kao i njegovi najbolji radovi na The Wallu. Nedavnije recenzije albuma istaknule su važnost albuma u prekidu skupine. Pišući za AllMusic, Stephen Thomas Erlewine izjavio je: "Uz njegov gnjev, naglasak na tekstove i teksture zvuka, očito je da je ovo album kakvim ga je Waters namjeravao stvoriti. I jednako je očito da Pink Floyd nije mogao nastaviti dalje u ovom smjeru ...", Stylus Magazine napisao je: "Ovo govori o traganju za nečim većim čak i kad imaš sav novac koji bi ikad želio. Ne uspijevajući ili postižući briljantan uspjeh. Na vama je da odlučite je li ovaj album uspjeh ili neuspjeh, ali osobno bih ga u svakom slučaju uvrstio u prvu kategoriju." Rachel Mann iz The Quietusa komentirala je: "Iako nije besprijekoran, The Final Cut ostaje nevjerojatan album" i "još uvijek ima nešto novo za reći". Mike Diver iz Drowned in Sounda bio je manje naklonjen: "Zrake svjetla vrlo su rijetke, a čak i nazivi pjesama na papiru – uključujući 'The Gunner's Dream' ("Topnikov san") i 'Paranoid Eyes' ("Paranoidne oči") – pretpostavljaju naporno slušanje. Q Magazine jednom je prilikom načinio popis deset deprimirajućih albuma i ovaj je album bio na njemu. Mislim da sam dovoljno rekao."

## Zasluge
| Pink Floyd - Roger Waters – vokali, bas-gitara, gitara, sintesajzer, efekti na traci, produkcija, dizajn - David Gilmour – vokali (na pjesmi "Not Now John"), produkcija (na pjesmi "When the Tigers Broke Free"), gitara, prateći vokali - Nick Mason – bubnjevi, efekti na traci Dodatni glazbenici - Michael Kamen – klavir, harmonij, aranžman orkestra, produkcija - Andy Bown – Hammond orgulje - Ray Cooper – udaraljke - Andy Newmark – bubnjevi (na pjesmi "Two Suns in the Sunset") - Raphael Ravenscroft – tenorski saksofon - Doreen Chanter – prateći vokali (na pjesmi "Not Now John") - Irene Chanter – prateći vokali (na pjesmi "Not Now John") - National Philharmonic Orchestra – orkestracija | Ostalo osoblje - James Guthrie – produkcija, tonski snimatelj - Andrew Jackson – tonski snimatelj - Andy Canelle – pomoćni tonski snimatelj - Mike Nocito – pomoćni tonski snimatelj - Jules Bowen – pomoćni tonski snimatelj - Willie Christie – fotografija - Artful Dodgers – dizajn - Zuccarelli Labs ltd – holofonija - Doug Sax – mastering |